# Skid Row
Skid Row — американская рок-группа, играющая в стиле глэм-метал. Основана в 1986 году, распалась в 1996, a воссоединилась вновь в 1999. Своё название получила от района бедных в Лос-Анджелесе. В целом, в городах США название Skid Row носят районы, в которых проживают бездомные. В 1987 году Гэри Мур продал права на название американской металлической группе Skid Row за $35 000. Шилс (басист и основатель той группы) сказал по этому поводу, что ему не нравится группа, которая украла их имя.

## Общие сведения
Skid Row были одной из последних «волосатых» команд, побывавших на звёздных вершинах перед тем, как рок-сцену накрыла волна гранжа. Идея создания проекта принадлежала басисту Рэйчелу Болану и гитаристу Дэйву Сабо по прозвищу «Снэйк». Дэйв был приятелем Джона Бон Джови и в начале 80-х успел поиграть с ним в паре команд, перед тем как последний организовал группу Bon Jovi. После ряда неудачных попыток, Рэйчел Болан и Дэйв «Снэйк» Сабо нашли себе компаньонов в лице гитариста Скотти Хилла и барабанщика Роба Эффузо. Оставалась только одна проблема — найти вокалиста, но нужный человек никак не обнаруживался. Короткое время фронтмэном группы был Мэтт Фэллон, но после того как парни увидели Себастьяна Бьёрка по прозвищу «Бах», экс-антраксовец был тут же выставлен за дверь. Однако, молодой, красивый и талантливый канадец был уже связан контрактом, а его менеджер требовал непомерные отступные. У Skid Row таких денег не было, и ситуацию разрулил Джон Бон Джови, выручивший своего старого товарища. Бон Джови не только «выкупил» Бьёрка, но и помог группе с записью первой пластинки.
Дебютный альбом Skid Row, вышедший в 1989 году, расположился на шестой позиции в чартах Billboard. Благодаря хит-синглам «18 and Life» и «I Remember You» диск быстро обрел платиновый статус, а песня «Youth Gone Wild» стала гимном американской молодёжи того времени. Группа получила доступ на большие площадки и с успехом провела мировое турне. Однако коллектив оставался в центре внимания не только благодаря своей музыке, но и скандалам, большинство из которых провоцировал фронтмен группы. Особый шум вызвали два инцидента: когда в вокалиста запустили из толпы стеклянной бутылкой, разбив ему голову, и он прыгнул со сцены, в результате чего пострадала фанатка, и когда Бон Джови потребовал возврата вложенных в группу денег.
Большой прорыв Skid Row сделали во время их выступления на Фестивале Мира в Москве, на одной сцене вместе с такими группами, как Mötley Crüe, Bon Jovi, Cinderella, Scorpions, Ozzy Osbourne, Gorky Park. Они выступили перед советской 75-тысячной аудиторией.
После 17 месяцев бесконечных поездок группа почувствовала, что бензин для угара закончился. Они отыграли 300 концертов, и теперь хотели вернуться к нормальной жизни на какое-то время. Они решили сделать домашнее видео для своих фанатов, которые с нетерпением ждали выхода второго альбома. Видео «Oh Say Can You Scream» вышло в 1990 и включало в себя море веселых сцен из турне и сценических выступлений. Большую часть второй половины 1990 года группа записывала второй диск, который жаждала услышать толпа поклонников.
Skid Row переварили все дрязги и в 1991 году выдали второй альбом, звучавший значительно тяжелее предшественника. Несмотря на отсутствие так называемых «радио-хитов», Slave to the Grind поднялся на самую вершину Billboard 200 и перёсек платиновый рубеж. На диске были представлены песни авторства Рэйчела Болана и Дэйва «Снэйка» Сабо, но в этот раз приложился и Себастьян «Бах» Бьёрк. Альбом включал в себя рубительный материал, такой как «Monkey Business», «The Threat» и три трогательных баллады: «Quicksand Jesus», «In The Darkened Room», «Wasted Time», которые повествовали о доверии, инкрустированные прекрасными гитарными партиями от Скотти Хилла. Взлетев так высоко, музыканты оказались озадаченными отсутствием новых идей.
Чтобы как-то заполнить образовавшуюся паузу, в 1992 году они выпустили мини-альбом B-Side Ourselves с каверами групп Ramones, Judas Priest, Jimi Hendrix, Rush и Kiss. Кроме того, члены команды занялись различными сайд-проектами, а основной группе уделяли мало внимания. В это время группа начала терять своих фанатов из-за возрастающей волны популярности гранжа, когда Nirvana начала штурмовать мировые сцены в 1992 году. Skid Row затихли, выжидая, пока это новое веяние иссякнет, и даже подумывали о роспуске команды. По иронии судьбы Nirvana в 80-х пару раз выступала под названием Skid Row.
В 1993 были сделаны ещё две видеоработы. Первая из них — «Roadkill» была аналогичной первому домашнему видео, а вторая — «No Frills» скорее представляла собой классику жанра, с видеоклипами на песни вроде «Slave to the Grind» и «Wasted Time».
Наконец, в 1995 году Skid Row выпустили свой третий альбом, который несмотря на засилье «альтернативы» попал в национальный Топ 40. Некоторые песни с Subhuman Race стали хитами, но широкого признания пластинка всё же не получила. Продюсировал диск небезызвестный Боб Рок, работавший с Metallica, и звучание песен довольно-таки отличалось от предыдущих работ. Некоторые считают, что это самая тяжелая пластинка Skid Row, поскольку содержит в себе такие вещи как «Bonehead», «Subhuman Race», «Frozen», а также имеет всего одну балладу «Breakin’ Down», которая стала саундтреком к фильму «Пророчество». Также в том же году вышла концертная версия этого альбома под названием «Subhuman Beings on Tour». Между тем, напряжённость в коллективе нарастала, и в итоге вокалист хлопнул дверью. Формального роспуска Skid Row тогда не последовало, а оставшаяся четвёрка попыталась вырулить с новым вокалистом Шоном Маккэйбом под названием «Ozone Monday». Однако этот альянс не состоялся, и группа обрела более-менее рабочую форму, когда в составе появился Джонни Солинджер. С его приходом команда вернулась к нормальному гастрольному графику, а в 2003 году выпустила новый альбом. В 2006 году группа выпускает следующий полноформатный альбом под названием Revolutions per Minute в том же составе.
Накануне тура одного города (резиденции Sin City в Лас-Вегасе) с немецкими легендами Scorpions Skid Row объявили об изменениях в составе. Вокалистом стал швед Эрик Грёнваль, бывший вокалист группы H.E.A.T. с 2010 по октябрь 2020 года. Голос Эрика звучит на студийных альбомах «Address The Nation» (2012), «Tearing Down The Walls» (2014), «Into The Great Unknown» (2017) и «H.E.A.T II» (2020), а также на альбоме пауэр-метал проекта New Horizon «Gate of the Gods». Ранее в сети появилось видео, где Грёнвалль исполняет один из хитов Skid Row — «18 and life». В нём Эрик, видимо ещё проходя лечение от рака, находится в студии в кепке и без волос.
23 марта 2022 года Skid Row выпустили фрагмент заглавного трека со своего грядущего нового альбома «The Gang’s All Here», мировая премьера которого состоялась на радио SiriusXM в шоу Эдди Транка Trunk Nation. Заглавный трек выпущен как сингл 25 марта 2022 г., а новый альбом вышел на лейбле earMusic 14 октября 2022 г. Альбом был тепло встречен в прессе, отдельной похвалы удостоен выбор вокалиста. Blabbermouth.net: "The Gang's All Here" - это захватывающая, острая рок-н-ролльная пластинка с хеви-металлическим сердцем, столь же неожиданная, сколь и долгожданная". Ultimateclassicrock.com: "Впервые почти за 30 лет у них появился певец, который может заменить Баха, позволяя им вспомнить свое прошлое и одновременно строить будущее. Это практически тот самый Skid Row, что вы помните - надеемся, в следующий раз у Грёнваля будет еще больше возможностей проявить себя".
27 марта 2024 года Эрик Грёнваль покидает группу "по состоянию здоровья", и на оставшихся запланированных концертах его заменяет Лиззи Хейл. Эрик пояснил, что ему "нравилось быть частью группы", но "нужно больше времени для реабилитации после болезни", что оказалось неприемлемым для коллег в плане гастрольного графика.

## Состав

### Текущий состав
- Рэйчел Болан — бас-гитара, бэк-вокал (1986 — наст. время)
- Дэйв Сабо — ритм-гитара, соло-гитара, бэк-вокал (1986 — наст. время)
- Скотти Хилл — ритм-гитара, соло-гитара бэк-вокал (1987 — наст. время)
- Роб Хаммерсмит — ударные (2010 — наст. время)

### Бывшие участники
- Мэтт Фэллон — вокал (1986—1987)
- Джон Ратковски-мл. — ударные (1986—1987)
- Джим Юхас — ритм-гитара (1986—1987)
- Роб Эффузо — ударные (1987—1998)
- Себастьян Бах — вокал (1987—1996)
- Чарли Миллз — ударные (1999—2000)
- Фил Вэрон — ударные (2000—2004)
- Тимоти Дидуро — ударные (2004)
- Дэйв Гара — ударные (2004—2010)
- Джонни Солинджер — вокал (1999—2015)
- Тони Харнелл — вокал (2015)
- Зиппи Терт — вокал (2017—2022)
- Эрик Грёнвалль — вокал (2022 — 2024)

### Приглашенные музыканты
- Лиззи Хейл — вокал (2024, замена в туре)

## Дискография
- Skid Row (1989)
- Slave to the Grind (1991)
- B-Side Ourselves (1992)
- Subhuman Race (1995)
- 40 Seasons — The Best of Skid Row (1998)
- Thickskin (2003)
- Revolutions per Minute (2006)
- United World Rebellion — Chapter 1 (2013)
- United World Rebellion — Chapter 2 (2014)
- The Gang's All Here (2022)